# La Casera
La Casera è un'azienda di bevande spagnola fondata nel 1949.
Commercializza bevande gasate: gassosa, bevande al limone, all'arancia, alla cola e al vino con la gassosa (tinto de verano).
In Spagna è molto comune chiamare "Casera" una qualsiasi gassosa a causa del successo della marca. Lo slogan è: "El refresco mediterráneo".